# Beryciformes
Os Beryciformes são uma ordem de peixes actinopterígeos.

## Classificação
- Subordem Berycoidei
  - Berycidae
- Subordem Holocentroidei
  - Holocentridae
- Subordem Stephanoberycoidei
- Subordem Trachichthyoidei
  - Anomalopidae
  - Anoplogastridae
  - Diretmidae
  - Monocentridae
  - Trachichthyidae